# Grimmia montana
Grimmia montana là một loài Rêu trong họ Grimmiaceae. Loài này được Bruch & Schimp. mô tả khoa học đầu tiên năm 1845.